# El Campanario, Tequila
El Campanario är en ort i Mexiko.   Den ligger i kommunen Tequila och delstaten Veracruz, i den sydöstra delen av landet, 240 km öster om huvudstaden Mexico City. El Campanario ligger 1 350 meter över havet och antalet invånare är 684.
Terrängen runt El Campanario är varierad. Runt El Campanario är det ganska tätbefolkat, med 100 invånare per kvadratkilometer. Närmaste större samhälle är Córdoba, 14,2 km norr om El Campanario. I omgivningarna runt El Campanario växer i huvudsak städsegrön lövskog.